# Parti démocrate (Mongolie)
Pour les articles homonymes, voir Parti démocrate.

Le drapeau du Parti démocrate

Le Parti démocrate (en mongol : Ардчилсан нам (Ardchilsan Nam), abrégé en AN) est un parti politique mongol libéral et conservateur, membre associé de l'Union démocrate internationale.
Il fut fondé en 2000 par la fusion du Parti national démocratique mongol (PNMD) et du Parti social-démocrate mongol (PSDM).

## Histoire
Lors des élections législatives des 27 juin et 17 juillet 2004, le Parti Démocrate formait, avec deux autres partis, la Coalition démocratique de la patrie, qui remporta 44,7 % des voix et 35 sièges sur 76 au Grand Houral d'État, le Parlement de Mongolie. Une alliance fut alors formée avec le Parti révolutionnaire du peuple mongol et le leader du AN, Tsakhiagiyn Elbegdorj, devint Premier ministre le 20 août 2004.
Lors de la présidentielle du 20 mai 2005, le candidat démocrate, Mendsaikhany Enkhsaikhan, remporte à peine 19,7 %, contre 53,4 % à l'ancien Premier ministre et alors président du Grand Houral, Nambaryn Enkhbayar, candidat du PRPM.
Peu après, le 13 janvier 2006, Elbegdorj doit quitter la direction du gouvernement à la suite de la rupture de la coalition avec le PRPM. Aux législatives suivantes, le 29 juin 2008, le Parti démocrate ne remporta que 27 sièges, contre 45 aux socialistes. Il fut toutefois, invité à former une nouvelle coalition avec le PRPM, sous la direction de Sanjaagiin Bayar.
En 30 août 2008, un nouveau président du parti est élu : Norovyn Altankhuyag. Il succède à Tsakhiagiyn Elbegdorj.
Le 24 mai 2009, Tsakhiagiyn Elbegdorj remporte l'élection présidentielle avec 51,24 % des voix, contre 47,44 % à Nambaryn Enkhbayar qui se présentait pour un second mandat.
En 2014, Altankhuyag est remplacé par Zandaakhüügiin Enkhbold à la direction du parti.
Lors des élections législatives de juillet 2016, le Parti démocrate est balayé du pouvoir et n'obtient que 9 sièges, contre 65 au PPM.
Lors de l'élection présidentielle de 2017, le candidat du AN, Khaltmaagiyn Battulga, l'emporte au second tour face à Miyeegombyn Enkhbold du Parti du peuple mongol.

## Liste des présidents
- 2002-2005 : Mendsaikhany Enkhsaikhan
- 2005-2006 : Radnaasümbereliin Gonchigdorj
- 2006-2008 : Tsakhiagiin Elbegdorj
- 2008-2014 : Norovyn Altankhuyag
- 2014-2016 : Zandaakhuugiin Enkhbold
- Depuis 2016 : Erdene Sodnomzundui